# Veteran (Nueva York)
Veteran es un pueblo ubicado en el condado de Chemung en el estado estadounidense de Nueva York. En el año 2000 tenía una población de 3.271 habitantes y una densidad poblacional de 32.9 personas por km².

## Geografía
Veteran se encuentra ubicado en las coordenadas 42°15′23″N 76°48′29″O / 42.25639, -76.80806.

## Demografía
Según la Oficina del Censo en 2000 los ingresos medios por hogar en la localidad eran de $44,521, y los ingresos medios por familia eran $50,972. Los hombres tenían unos ingresos medios de $31,490 frente a los $26,027 para las mujeres. La renta per cápita para la localidad era de $20,522. Alrededor del 10.6% de la población estaban por debajo del umbral de pobreza.